# Gaston Lepage
Pour les articles homonymes, voir Lepage.
Gaston Lepage, né le 24 février 1949  à Saint-Félicien dans la province de Québec au Canada, est un acteur québécois.
Il a aussi animé l'émission Relevez le défi sur les ondes de TQS.
Il est le conjoint depuis plusieurs années de la comédienne Louise Laparé. 
Il a incarné le juge dans l'émission Dieu merci! à TVA de 2007 à 2012.
Gaston Lepage fut le porte-parole du Festival de montgolfières de Gatineau de 1992 à 1999.  Pendant plus de dix ans, il a été le porte-parole des Auberges du Cœur, un regroupement de 30 maisons d'hébergement pour les jeunes de 12 à 30 ans en difficulté, en rupture sociale et sans-abri.  Depuis 1997, il en est l'un des Ambassadeurs-Gouverneurs.
C'est un pilote d'hélicoptère d'expérience qui a suivi ses cours à l'école Passeport-Hélico. Il possède un Robinson R-44
En mai 2011, Gaston Lepage publie Le Livre de bord du commandant aux éditions Lise Baucher-Morency, en format numérique.
En octobre 2011, il est l'invité d'honneur de la soirée Total Crap 8, qui rend hommage à l'émission Relevez le défi.

## Filmographie

### Cinéma
- 1977 : J.A. Martin photographe de Jean Beaudin
- 1979 : Cordélia de Jean Beaudin
- 1979 : L'Affaire Coffin de Jean-Claude Labrecque
- 1980 : Au clair de la lune de André Forcier
- 1980 : La Conquête des cœurs de Gilles Groulx
- 1980 : Le Château de cartes de François Labonté
- 1980 : Les Grands Enfants de Paul Tana
- 1981 : Les Grandes Marées de Jean-Paul Fugère
- 1981 : Piwi de Jean-Claude Lauzon
- 1982 : De jour en jour de Robert Desrosiers
- 1982 : Les Yeux rouges de Yves Simoneau
- 1984 : Le Matou de Jean Beaudin
- 1985 : Le P'tit Chaos de Richard Condie
- 1986 : Kalamazoo de André Forcier
- 1987 : Gaspard et fils de François Labonté
- 1987 : Lamento pour un homme de lettres de Pierre Jutras
- 1987 : Sauver une vie de Jean Lepage
- 1989 : Le Macchabée de Claude Germain
- 1990 : Jésus de Montréal de Denys Arcand
- 1992 : Being at Home with Claude de Jean Beaudin
- 1993 : Les Marchands du silence de François Labonté
- 1996 : Joyeux Calvaire de Denys Arcand
- 1997 : Hasards ou Coïncidences de Claude Lelouch
- 1997 : La Comtesse de Bâton Rouge de André Forcier
- 2002 : Station Nord de Jean-Claude Lord
- 2002 : Rivières d'argent de Michel Gauthier  : narrateur
- 2003 : Gaz Bar Blues de Louis Bélanger
- 2003 : Les Invasions barbares de Denys Arcand
- 2004 : How to conquer America in one night
- 2005 : Aurore de Luc Dionne
- 2005 : Les États-Unis d'Albert de André Forcier
- 2005 : Que Dieu bénisse l'Amérique de Robert Morin
- 2007 : La Brunante de Fernand Dansereau
- 2007 : L'Âge des ténèbres de Denys Arcand
- 2007 : Nitro de Alain DesRochers
- 2008 : Maman est chez le coiffeur  de Léa Pool
- 2009 : Je me souviens de André Forcier
- 2009 : Le Bonheur de Pierre de Robert Ménard
- 2009 : L'Heure de vérité de Louis Bélanger
- 2010 : Cabotins de Alain DesRochers : Jérôme
- 2011 : Coteau rouge d'André Forcier : Fernand Blanchard
- 2016 : Votez Bougon de Jean-François Pouliot
- 2019 : Les Fleurs oubliées d'André Forcier – Etienne Merrette
- 2024 : Ababouiné d'André Forcier : Archange Saint-Amour

### Séries télévisées
- 1974 - 1976 : La Petite Patrie
- 1976 et 1977 : Le Misanthrope
- 1977 - 1979 : À cause de mon Oncle
- 1977 - 1979 : Le Gutenberg
- 1978,1980 : Bye Bye
- 1978 : Duplessis (mini-série)
- 1979 : La Cruche cassé
- 1979 - 1981 : Don Quichotte
- 1979 - 1982 : Les brillant
- 1980 : Voyons donc
- 1981 : Les Travaillants
- 1982 - 1983 : Un monde en folie
- 1983 : Tout un monde
- 1984 : N'ajustez pas votre appareil
- 1984 : Neige et graffitis
- 1985 - 1987 : Le Parc des braves
- 1986 : Lorenzaccio
- 1988 : Les Grands Esprits
- 1988 - 1993 : Cormoran
- 1989 - 1990 : L'aventure
- 1989 - 1990 : Mimemo
- 1992 : Québec Nature
- 1993 : Avec un grand A
- 1993 - 1995 : Relevez le défi
- 1995 : Les Grands Procès
- 1996 : Lobby
- 1996 - 2001 : Bouscotte
- 1997 - 2002 : Les trois mousquetaires
- 2002 - 2003 : Harmonium
- 2003 - présent : Mayday (Narrateur)
- 2004 - 2006 : Les Bougon, c'est aussi ça la vie!
- 2007 - 2009 : Dieu merci!
- 2008 : Les étoiles filantes
- 2010 : Musée Éden
- 2010 : Les Rescapés, Gilles Cournoyer
- 2012 : Les Rescapés, Gilles Cournoyer
- 2016 : Les Pays d'en haut, Évangéliste Poudrier.
- 2016 : Unité 9, Maurice Marchand
- 2023 : Temps de chien, Armand Lapierre

## Récompenses
- 1979 - Étoile de la saison de la Ligue nationale d'improvisation
- 1980 - Ier prix d'interprétation du Festival du Film de Brest pour Samuel Parslow dans Cordélia de Jean Beaudin
- 1993 - Prix Gascon-Roux